# Necturus lewisi
Necturus lewisi är ett stjärtgroddjur i familjen olmar (Proteidae) som finns i USA, nära besläktat med Amerikansk olm.

## Utseende
Arten är till skillnad från den vanliga olmen (men i likhet med alla arter i släktet Necturus) pigmenterad, och har en ovansida med rödbrun grundfärg och flera stora blåsvarta till svarta fläckar. Undersidan är gråbrun till grå, med mindre fläckar. Som alla arter i familjen är den neoten (behåller larvkaraktärerna i vuxen ålder), med buskiga, yttre gälar. Den har välutvecklade ben med fyra tår på varje fot, och en sidleds ihoptryckt svans. Längden för en vuxen individ är mellan 16,5 och 28 cm. Larven har inga fläckar på buken; däremot har den breda, beigefärgade längsstrimmor och ofta också mörkare sådana, som bleknar gradvis med åldern.

## Utbredning
Arten finns endast i Neuse-, Tar- och Pamlico-flodernas avrinningsområden i North Carolina i USA.

## Beteende
Arten lever hela sitt liv i vatten. Den är inaktiv under dagen och om vattentemperaturen överstiger 18˚C. Under inaktivitetsperioder gömmer sig djuret framför allt nedströms om klippor och liknande. Uppgifterna om artens habitatkrav är något osäkra, men enligt de senare forskningsresultaten förefaller det som om arten föredrar relativt strömma vattendrag (minst 0,1 m/s) med en bredd på minst 15 m och ett djup på åtminstone 1 m, samt hårda eller lerbottnar. Arten kräver oförorenat vatten med tämligen hög syrehalt.

### Föda och predation
Födan utgörs av ett stort antal djur som kräftdjur, framför allt mindre men även kräftor, snäckor, sniglar, musslor, mångfotingar, spindlar, insekter (framför allt vattenlevande) samt fiskar, inte minst nejonögon. Man misstänker att rovfiskar kan utgöra ett hot, även om djurets svagt giftiga sekret från hudkörtlar tros minska den risken.

### Fortplantning
Litet är känt om fortplantningen, men arten leker i december till mars, eventuellt ännu längre (fram till maj). Honorna lägger ägg i april till maj; äggsamlingar på upp till 35 ägg har hittats. Äggen fästes på undersidan av föremål i ej för strömt vatten. Hanar blir könsmogna omkring 5,5 års ålder, honor vid 6,5 år.

## Status
Necturus lewisi betraktas som missgynnad ("NT"), och populationen minskar. Främsta hot anses vara vattenregleringar, jordbruksrelaterade föroreningar och byggnation.